# 桜の塔
『桜の塔』（さくらのとう）は、テレビ朝日系「木曜ドラマ」枠で2021年4月15日から6月10日まで放送されたテレビドラマ。主演は玉木宏。

## あらすじ
全国で活動する警察官は25万人。その頂点に君臨するのが警視総監である。警視庁刑事部捜査共助課理事官・上條漣警視はそのたった一人しか就くことが許されない椅子に座ることを目指す野心家である。総監になるためにはどんな手段も選ばない冷酷な姿勢を、漣の幼馴染である警視庁刑事部捜査一課主任・水樹爽警部補は危機感を感じながらも彼を気にかける。漣がそこまでして総監の座を狙う理由は、幼少期に起きた父親で元刑事の上條勇仁の死にあった。漣は父親の死の真相を明らかにするには警察組織で一番の権力を持つ警視総監にならなければいけなかったのである。警視庁内に存在する「東大派」「薩摩派」「外様派」の派閥争いや凶悪犯罪などに巻き込まれながらも「桜の塔」を駆け上がっていく漣の戦いが始まった。

## キャスト

### 主要人物
上條漣（かみじょう れん）
演 - 玉木宏（小学生時代：小林優仁）
本作の主人公。警視庁刑事部捜査共助課理事官→警務部監察官室監察官→警視庁公安部→内閣情報調査室→刑事部捜査二課長→捜査共助課長。階級は警視→警視正→警視長。「外様派」のキャリア組。ずば抜けたプロファイリング能力を誇る。ウイスキーを入れた父の形見のスキットルを持ち歩いている。
小学生の頃は明るい性格だったが、父・勇仁が交番で首吊り自殺をしたことを機に目的の為なら手段を選ばない冷徹な性格に変わり、証拠の捏造などの違法行為も平然と行うようになる。また勇仁のような「弱者」にはならないという決意を持つが、実際は誰よりも弱い心を持ち、冷徹な性格も半ば虚勢に近く、漣自身も自覚することを恐れている。
父・勇仁の後輩である刈谷が高杉を利用する形で起こした事件を機に、勇仁が亡くなる直前まで当時の警察上層部による拳銃の横流しについて調べていたこと、自身が警察官になる切っ掛けを作った"恩人"でもある千堂が勇仁を自殺に追い込んだ張本人であることを知る。千堂が娘・優愛の傷害事件を揉み消したことを告発して彼を失脚させ勇仁の"弔い"を果たそうとするが、その目論見を看破していた千堂の反撃に遭い失敗に終わる。さらに千堂に自身が爽にしてきた仕打ちをそっくりそのまま返された挙句、千堂と同じサッチョウの悪魔という言葉に対して自身も清廉潔白の身ではない事も加えて何も言い返せないという醜態を晒してしまう。
それから5年後の2021年、内閣情報調査室に出向中、権藤が国民のために職務を全うする姿を目の当たりにし、千堂が私利私欲のため警視総監になることを阻止し、権藤を警視総監になる道筋を作るために有志を募り新垣や馳たち13人で新派閥「改革派」を立ち上げ「千堂派」に反旗を翻す。
5年前に千堂に自慢された彼のコレクションルームに父・勇仁が交番で自殺した晩の紛失したとされる千堂の顔が映った監視カメラのビデオテープが保管されていることを確信し、彼の娘・優愛を刈谷殺害の犯罪者に仕立てることにより、身内の不祥事を理由にコレクションルームを家宅捜索しビデオテープを奪い取る計略を成功させ、千堂を副総監の座から引きずり落し、彼の警視総監になる野望を打ち崩す。
千堂への復讐を成し遂げた後、警視長に昇進し「改革派」に移った富樫を会議室に呼び出し「お前にとって正義とはなんだ？」と自身が千堂に問われた同じ言葉を彼に問いかけ物語は幕を閉じる。
水樹爽（みずき さわ）
演 - 広末涼子（小学生時代：稲垣来泉）
警視庁刑事部捜査一課主任。ノンキャリアで階級は警部補。漣の幼馴染。漣の父・勇仁に憧れて刑事になった。事件を出世の道具として利用していた漣に対し怒りをぶつけると同時に、漣を糾弾するのに非情になりきれない部分を持つ自身に苦悩する。
優愛が刈谷殺害を自首したことで彼女が漣に仕向けられ刈谷を殺害したことを知り、漣をその件で断罪するとともに拳銃で狙撃する。しかし、漣を狙撃した弾丸は漣の父・勇仁の形見であるスキットルが敢えて狙い撃ちされ致命傷には至らず、「サッチョウの悪魔は死んだ」とこれまでの悪行を生きて償うよう漣を諭すことで漣を父殺しの真犯人・千堂への復讐から解放する。
千堂が警視庁を去り、崩壊した「千堂派」から「改革派」に移った富樫が漣に会議室に呼び出される後ろ姿を見つめながら「キャリアに染まるなよ」と語る彼女の左手の薬指には富樫との婚約指輪が輝いていた。

### 警視庁

#### 刑事部
血縁や学歴にこだわらない実力至上主義を掲げる「外様派」のトップ・千堂が部長を務める。
千堂大善（せんどう たいぜん）
演 - 椎名桔平
警視庁刑事部長→警視庁副総監→地方警察本部本部長。階級は警視監。最終学歴は名古屋大学法学部。
東大、京大出身者が多数を占める警視庁上層部で非主流派である地方大学出身の「外様派」のトップ。カリスマ性あふれる人柄と行動力を武器に警視庁刑事部長という要職に登り詰めた。同じ「外様派」である漣を重宝しており彼を踏み台にして警視総監の座を狙っている。出世や保身の為なら脅迫などの強引な手段も平気で使う冷酷な一面を持ち、警察上層部から「サッチョウ（警察庁）の悪魔」と呼ばれている。
23年前、上層部の「薩摩派」による押収物の拳銃横流しを秘密裏に捜査していた勇仁が夜勤をする交番を訪れ、警視正への昇進を見返りに勇仁を粛清する汚れ仕事を「薩摩派」に申し出ていたことから、彼が交番で首吊り自殺で死亡した件に関与していた。勇仁の葬儀に参加した際、自身が勇仁を自殺に追い込みながら「勇仁と同じ道を辿れば、彼が自ら命を絶った理由が分かる」と漣に告げて自分の名刺を渡し、彼が警察官になる切っ掛けを作った。
父の仇と知り失脚を狙う漣から、5年前の娘・優愛の傷害事件の揉み消しの不祥事で揺さぶりをかけられるが、漣の動きを志歩からの密告で全て見通しており、彼が仕掛けた策を全て回避する。反旗を翻した漣を追放することもできたが、愛娘・優愛に傷害事件の自首を勧めた際、寄り添うことを約束していたことから反逆を不問とし、結婚して娘を幸せにするようにと漣を服従させる。
第2部開始時点では副総監に就任しており、「外様派」を「東大派」に匹敵する一大勢力「千堂派」に発展させる。第1部のラストで漣が優愛と結婚したことで、彼と"義理の親子"となるが、千堂は漣が自分を失脚させること諦めていないと認識しており、互いの関係を「仮面親子」と揶揄する。
次期警視総監の座を手中に収めるべく、警視総監の任命権を有する国家公安委員会委員長でもある内閣府特命担当大臣・若槻に接触し、彼の政治塾出身で贔屓にしている加森議員の収賄容疑を調べる漣に捜査を中止するよう命じるなどの妨害を図るが、爽の協力を得て収賄の証拠を手に入れた漣によって加森議員が逮捕されたことで若槻の信頼を失う。
しかし警視総監の座に固執することから、20年前（2001年）公安部所属時に矢上の命令で携わった潜入捜査の関係者・元SAT隊員の久瀬を唆して若槻大臣を狙撃させ、若槻が長を務める国家公安委員会による次期警視総監の任命を遅らせようと目論む。久瀬と同期だった刈谷、敵対する権藤・吉永からの情報を得た漣と彼の味方についた富樫によって、自身が久瀬に書かせた誓約書を証拠に追及されるが、矢上が20年前の自身の失態を公にさせまいと介入することを見越して返り討ちを果たし、漣たち「改革派」を窮地に追い込む。
その夜の帰り道、同期の久瀬が利用されたことを知り激昂した刈谷の襲撃を受けナイフで刺されるが大事には至らず、警視総監となる野望を成熟しようとするが、漣に仕向けられた娘・優愛が刈谷を殺害したことを打ち明けられ、彼女の犯罪を隠蔽しようと5年前の改造拳銃密造・銀行強盗犯の蒲生に刈谷殺害の罪を擦り付けようとする。しかし、富樫の懸命な聞き込み捜査により蒲生の無実のアリバイが証明され、優愛が刈谷殺害を自首したことから、娘の犯罪を隠蔽しようとしていたことが突き止められる。更には、漣の計略により殺人犯となった優愛の捜査のために彼女の親族としてコレクションルームが家宅捜索されることとなり、漣がその存在を確信していた父・勇仁が自殺した晩の紛失したとされていたもう一つの監視カメラの映像が納められたビデオテープが発見され、勇仁の自殺への関与が証明されたことから副総裁の座から失脚、「千堂派」は崩壊し多数が「改革派」に鞍替えする。
副総監の座から失脚し警察組織から追放されたと思われたが、権藤の計らいにより優愛の犯罪を隠蔽しようとしていた事実を揉み消され、地方警察本部の本部長として警察組織に留まる。

土門義郎（どもん よしお）
演 - 野間口徹（第6話 - 最終話）
千堂の後任の刑事部長。階級は警視監。「千堂派」で彼に絶対服従。
加森議員の収賄罪での逮捕を千堂の意向で差し止められていたが、志歩と不倫している写真を漣から突きつけられ仕方なく逮捕状を発行する。ハーバード大学で犯罪心理学を専攻しプロファイリングの心得があり、モニター越しで取り調べを受ける久瀬が誓約書を預けた相手を特定する。
牧園隆文（まきぞの たかふみ）
演 - 関智一（第1話・第2話・第6話 - 最終話）
警視庁刑事部捜査第一課長→警視庁刑事部参事官。階級は警視正→警視長。ノンキャリア。交番勤務からノンキャリアの最高峰である捜査一課長にまで登りつめたいわゆる「現場一筋の叩き上げ」。派閥争いとは全くの無縁であり、故に現場の捜査員からの人望が厚い。猛者ぞろいの捜査一課をまとめたり、キャリア組との板挟みに遭う等苦労の絶えない人物。第2部開始時点で刑事部のNo.2である参事官に就任している。
富樫遊馬（とがし あすま）
演 - 岡田健史
捜査一課 刑事→捜査二課→捜査共助課理事官　。階級は警部補→警視。キャリア組で警察大学校を首席で卒業したにもかかわらず、あえて現場である捜査一課を希望した変わり者。
爽に気があり、漣から彼女とのデートを対価に提案され、「薩摩派」の内部を探る密偵の役目を引き受ける。
第2部開始時点では捜査二課に所属し、副総監の千堂に傾倒している節があり、漣を「（千堂の）飼い犬」呼ばわりするなど彼を目の敵にするような素振りを見せている。
爽との関係は良好であったが、捜査二課のパソコンから加森議員の収賄容疑の証拠となるデータが紛失した日、普段より早く出勤していたことから漣に疑われ関係が拗れていく。当初は関与を否定していたが、若槻大臣狙撃事件の折、自分が上層部の指示で加森議員のデータを消去したことを爽に打ち明け謝罪するが疎遠となる。その後、狙撃事件の容疑者である久瀬を漣が取り調べる一部始終を目の当たりにしたことで千堂の"本性"を知り、千堂が久瀬に書かせていた誓約書を漣の指示で回収する。
しかし、久瀬が関りを持つ20年前（2001年）の潜入捜査官殉職事件の"黒歴史"を蒸し返されることを恐れた矢上総監が現れ、彼から警察としてのキャリアの保証と引き換えに誓約書を渡すよう命令されるも拒否するが、富樫が爽と交際関係にあることを知る矢上から「誓約書を渡せば、爽の違法捜査を不問にする」と脅され悩んだ末、爽を守るため誓約書を渡してしまう。
若槻大臣狙撃の件で千堂を追い込もうとする漣に協力したことで「千堂派」内部で孤立し、千堂に加担した矢上総監の脅しに屈してでも守ろうとした爽に対して漣との関係を執拗に問い詰めたり、自分に振り向いてくれないことへの苛立ちをぶつるなど投げやりとなる。
刈谷が何者かに射殺された事件で、千堂から反旗を翻したことに対し「汚名返上の機会を与える」と改造銃が入った茶封筒を渡され証拠捏造を命じられるが、それを突き返し拒否する。しかし翌日、「千堂派」の捜査員が刈谷殺害に使われた弾丸の線条痕と一致する改造銃を発見し、その改造銃から5年前に漣に唆されて改造銃を使い銀行強盗事件を起こした蒲生の指紋が検出されたと知り千堂に証拠を捏造したのか問い詰めるが軽くあしらわれる。漣から千堂の指示で証拠捏造を行ったのかを尋ねられると5年前の銀行強盗事件で漣が同様の手口で蒲生を逮捕したと反論するも、蒲生が刈谷を殺害した犯人ではないと分かった上で証拠を捏造したのかと追い打ちをかけられ、蒲生に濡れ衣を着せたてしまったことを反省する。そのことから3日間、寝食を忘れ必死に聞き取り捜査を行い、刈谷殺害の時刻に蒲生が24時間営業のスーパーに買い出しに行っていたアリバイがあったことを証明し、蒲生の冤罪を晴らす。廃校の屋上から転落し意識不明だった蒲生が意識を取り戻すと涙を流して彼の回復を喜び、人のために涙を流したことから爽からの信頼を回復する。
千堂失脚による「千堂派」崩壊後は「改革派」に移り、「早く出世して漣よりも豪華な結婚式を挙げる」と爽にアピールしており、彼女と婚約したことが示唆されている。
高杉賢剛（たかすぎ けんごう）
演 - 長谷川朝晴（第1話 - 第3話）
捜査一課水樹班主任。階級は警部補。面倒見もよく人望も厚い人物だが、ギャンブルで抱えた借金を返済するため押収物の拳銃を暴力団に横流ししていた。その事を監察官となった漣に突き止められ、漣が富樫に指示して仕込ませた拳銃を暴力団に密売しようとしていたところを漣と爽に確保される。警視総監・荒牧の甥であったことから容易に逮捕することが出来ない取扱注意人物であったため、拳銃横流しは不問にして依願退職という形で責任を取らされる。
轟啓一（とどろき けいいち）
演 - 駒木根隆介（第1話 - 第3話、第6話・第7話・最終話）
捜査一課水樹班の刑事。階級は巡査部長→警部補。捜査四課（暴力団捜査担当）から異動してきた。明るく陽気な人物。
権藤勝利の父・権藤秀夫が警視総監となったことから、勝利が捜査一課の後輩であるのにも関わらず敬語で接するようになる。
屋敷武雄（やしき たけお）
演 - 桜井聖（第1話・第2話・最終話）
警視庁刑事部捜査一課係長→警視庁刑事部捜査一課長。階級は警部→警視正。
水木たちの直属の上司である係長。キャリアの縄張り争いに辟易したり捜査会議中に動画を見ていた富樫に唖然とするなど牧園と同じく気苦労の絶えない人物。第2部では係長から牧園の後任として捜査一課長に就いている。
八雲総司（やくも そうじ）
演 - 菅原健（第1話）
捜査共助課の刑事。

#### 警務部
「東大派」のトップ吉永が部長を務める。「東大村」と揶揄されるほど吉永の派閥で占められている。
吉永晴樹（よしなが はるき）
演 - 光石研
警視庁警務部長→警察庁警備局長。最終学歴：東京大学の「東大派」。写経が趣味。
警視正に昇進した漣を警務部に引き抜き警察内の監視役である監察官に着任させ、押収物の拳銃を横流ししていた警視総監・荒牧の甥である高杉を逮捕させるように仕向ける。身内の不祥事で荒巻のキャリアに傷をつけることで逮捕を阻止できなかった上長の千堂を逆恨みさせ彼の失脚を画策していたが、馳が薬物自殺を図る前に漣に高杉と荒巻の関係を密告してくれたことで漣は逮捕ではなく依願退職という形で高杉に責任を取らせたことから千堂を失脚させることに失敗、逆に自身が馳を使って裏金作りをしていた弱みを漣や千堂に握られる。
5年前刈谷に接触し、刈谷に拳銃横流しを高杉に唆すよう指示をだし間接的に横流しをけしかけた張本人であり、刈谷に千堂の尾行を依頼し彼の弱みを探らせ、久瀬が千堂に利用されたことを知ると刈谷の怒りを利用し500万円で千堂を襲うよう指示するなど、要所で千堂を失脚させるよう暗躍していたことが刈谷が残していた吉永との通話の音声データから刈谷の死後明らかとなる。一連の行動は警察の未来を守るためサッチョウの悪魔である千堂を警視総監になることを阻止するためで、裏金作りも治安を維持する番人として検察や与党との連携を強化するために使ったと自身の行為を正当化する。しかし権藤から「警視総監を目指す人物としてふさわしくない」と一刀両断され、千堂からも一連の不祥事を不問とする代わりに辞表を提出するよう要求されたことから、その要求を受け入れ出世レースから退くことになるが、刈谷射殺への関与は否定する。
馳道忠（はせ みちただ）
演 - 渡辺大知
警務部に所属する漣と同期のキャリア組。階級は警視(第1部）→警視正(第2部）。「東大派」。警視正への推薦が確実視されていたが、漣が仕掛けた通り魔事件の犯人逮捕の功績で漣に出し抜かれ推薦の決選投票で落選してしまう。同期の漣と新垣を裏で見下しており警視正への推薦を逃し悔しさをにじませるが、その後も2人の昇進祝いをしようと冷静を装う。
昇進を見送られてからは決算処理の仕事に回されるが、裏で吉永からの架空請求の領収書を会計に紛れ込ませ裏金作りに加担させられており、昇進の芽がなくなり裏金作りの汚れ仕事に回されたことを苦に薬物を大量摂取して自殺を図るが未遂に終わる。自殺を図る前に昇進できず落ち込んでいたのを励ましてくれた漣に高杉と荒巻の関係や吉永の指示で自身が裏金作りに加担していたことを伝えており、吉永が千堂失脚の計略を練っていたことを漣に気付かせる契機を与えるが、千堂の判断で裏金作りを単独犯で行っていたことにされる。
退院後は交通部交通総務課を経て第2部では警視庁総務部企画課長に就任しており、漣の考えに賛同して新派閥「改革派」に名を連ねる。

#### 警備部
「薩摩派」の権藤が部長を務める。
権藤秀夫（ごんどう ひでお）
演 - 吉田鋼太郎
警備部長→内閣情報調査室・内閣情報官 →警視総監。「薩摩派」
23年前、上層部の「薩摩派」による押収物の拳銃横流しを調べ上げた勇仁の内部告発の阻止を試みるが、勇仁から「警察官は正義を見失ってはいけない」と信念を示され説得に失敗する。その一方で派閥の不祥事を知りながら人を動かすだけの金もコネもなく黙って上層部に従うことしかできなかったことを悔いており、勇仁が目指した｢人を助けるための存在｣である警察を実現するために権力を手に入れようと警視総監を目指していた。
勇仁が自殺した当日の交番の防犯カメラの映像に勇仁に拳銃を向ける人物と共に愛用するライターが映っていたことから、漣から父を自殺に偽装し死に追い込んだ人物であると疑われるが、愛用のライターは勇仁の死からしばらくたって千堂から譲り受けたものであると告げ、勇仁の自殺に関与したことを否定し、自殺を防げなかったことを漣に謝罪する。
5年後（2021年）、「千堂派」を離脱した漣など13人で構成された新派閥「改革派」の後見人となり、千堂による漣の父・勇仁への自殺教唆、矢上が拳銃横流しに関わっていたことが勇仁により証言されている監視カメラのビデオテープを漣の計略で入手したことにより、矢上を警視総監の座から引きずり落すとともに千堂を糾弾し出世レースから退場させ、矢上の後任として警視総監に就任する。
新垣広海（にいがき ひろみ）
演 - 馬場徹
警備部に所属する漣と同期のキャリア組。階級は警視→警視正。漣をライバル視している。父親は警察庁長官。「薩摩派」。
23年前に押収物の拳銃の横流しに関わった「薩摩派」の人間を調べ上げた父の手帳を漣に提供する。
第2部では警視庁警備部警備一課長に就任し、漣の考えに賛同し、新派閥「改革派」に名を連ねる。
別府明（べっぷ あきら）
演 - 杉昇真（第1話・第4話）
警備部。新垣の部下。

#### 警視庁本部
荒牧雄彦（あらまき たけひこ）
演 - 段田安則（特別出演）（第1話 - 第5話）
警視総監。「薩摩派」。多くの同僚を蹴り落とし「桜の塔」に君臨する男。各派閥の長をうまく使いこなすこともあれば、逆に煽って派閥の対立を起こさせるなど何を考えているかわからない策士的な人物。甥の高杉が拳銃を暴力団に横流ししていた件で千堂に借りを作られる。
矢上彰文（やがみ あきふみ）
演 - 尾美としのり （第6話 - 最終話）
荒巻の後任の警視総監。「薩摩派」。「薩摩派」での内部分裂で派閥内の強硬派を率いるトップとなり、警視総監に就任後、汚れ仕事を任せるため千堂を副総監に選び自身の腹心とする。千堂に対し「関心があるのは、私に従うか、従わないか。その二択だけだ」と断言し、退官後も院政をひくことを画策している。
事件の捜査などにおいては真相解明よりも損得勘定を重視する傾向が強く、自らの地位・権力を固持する上で必要と見なした者に対しては、たとえ相手が重大事件に関与していても協力・擁護する立場に回り、場合によっては脅迫や証拠隠滅などの強行手段を自ら用いることも厭わない狡猾な人物。
2001年、当時公安部に所属していた千堂に暴力団の潜入捜査を命じて自らの"点数稼ぎ"を目論むが、その潜入捜査官の深海が覚醒剤に手を染め暴走した挙げ句に射殺されるという最悪の結末を迎えてしまったことを"黒歴史"として秘匿し続けており、その事件に関わりのある久瀬が起こした若槻大臣の狙撃事件で千堂が漣たちから追及された際には、狙撃事件を仕組んだのが千堂だと知りながら自らの保身の為に千堂に加担し、証拠となる誓約書を富樫を脅し回収する。
漣の父・勇仁が交番で自殺した晩に、刈谷に夜勤を休むように持ち掛けた張本人で、薩摩派の上層部として拳銃の横流しに関わっていたことからその秘密を共有する千堂とは一蓮托生の関係で、千堂を警視正に推薦するとともに、以降も千堂の数々の不正を擁護していた。最後は漣の計略で千堂のコレクションルームに保管されていた漣の父・勇仁から拳銃横流しに関わっていたことを証言されている交番の監視カメラのビデオ映像が発見されたことを権藤から突きつけられ、国家公安委員会にそのことを申告され警視総監の座から失脚する。

### その他
千堂優愛（せんどう ゆあ）
演 - 仲里依紗
千堂大善の一人娘。1991年12月6日生まれ。漣をからかっていたことをプロファイリングで見抜かれたことから彼に興味を持ち、父・大善から結婚を前提とした付き合いの了承を得た漣からの交際の申し出に応え婚約者となる。しかし漣の婚約者となるも多忙によるすれ違いや、結婚式の準備で顔を合わせても心から相手をしてくれていないことを察し、漣に怒りをぶちまける。
5年前に発生した未解決の傷害事件の犯人であったが、父・大善によって事件を揉み消されており、大善を不祥事で失脚させることを狙う漣から、全力で守るので正当防衛で今からでも正直に自首すべきだと促され、傷害事件の当事者であったことを認める。
第2部開始時点では漣と結婚して5年が経っているが、プライベートでの会話が少ないこと等に不満を抱いている一方で、前述の傷害事件の犯人であったことを告白したことを切っ掛けに漣の気持ちが自分から離れてしまったのではないかと爽に不安を打ち明ける。
大善が警視総監になることを阻止するため彼の弱みを探らせるため、表向きは警視総監になるために躍起になり、周りが見えなくなり孤立することを防ぐためという名目で漣から実家に戻り父・大善に不審な点がないか監視するよう託けられ、漣に自分のことを見てもらいたい気持ちから協力を引き受ける。
実家に戻る前、漣が備忘録として書いていた日記を盗み見たことで漣の心境や大善との"確執"を知る。漣の父・勇仁の件に関しては大善に非があることを理解しつつも、肉親である大善と漣が対立し続けるのを見かねて悩んだ末に離婚を決意し、漣を愛する気持ちは変わらないことを誓いつつ別れを告げる。
自身が起こした傷害事件をネタに漣が刈谷から金を揺すられ、警察をクビにした大善を恨み優愛を襲うかもしれないことを危惧することが書かれた漣の日記を盗み見て、漣が自分を仕向けていることを自覚しつつ、漣を愛する気持ちから彼の思惑に敢えて従い改造銃を使い刈谷を殺害する。
刈谷銀次郎（かりや ぎんじろう）
演 - 橋本じゅん
元警察官。漣の父・勇仁と共に交番勤務をしていた後輩だった男。勇仁が亡くなった後は志歩とともに漣の親代わりとなり、彼が警察官になってからは「桜の塔」を登り詰めるための汚れ仕事に協力する。
23年前の拳銃横流しに関わった人物に事件を想起させるため、高杉に拳銃横流しのノウハウを教えて同じ不祥事を起こさせ揺さぶりをかける。漣の語る上層部の様子から「薩摩派」が横流しに関与していたと絞り込む。
漣が千堂に屈してからは仕事を辞め家族とも別れてしまい、飲んだくれとなって漣に金をせびる自堕落な生活に陥ってしまう。
第2部が始まる20年前（2001年）に巡査部長だった頃、公安部に所属していた千堂から「覚醒剤の取引をしている暴力団への潜入捜査を成功させれば、捜査一課に配属させる」と誘われ、同期の深海と共に身分を隠すために警察を辞めて潜入捜査を行う。しかし覚醒剤に手を染めた深海が、取引当日に錯乱状態に陥って刈谷が刑事だと暴露した上に拳銃を向けたことで窮地に陥るも、同じく同期でSATに所属していた久瀬が深海を狙撃したことで難を逃れる。その後、深海の暴走で自身の警察への復帰を断念し、新しく始めた探偵業の収入と、警察から"退職金"という名目で受け取った大金で家族を養っていた。
千堂が警視総監の座に着く為に起こした「若槻大臣狙撃事件」に久瀬が利用されていたことを知り、漣・富樫・吉永による告発を矢上と結託する形で跳ね退けた千堂がクラブ「S」へ向かう道すがら、彼にナイフで襲いかかる。その後は志歩によって「S」に匿われ、及川の密告で土門たちが「S」に駆けつける前に漣と志歩の手引きで逃亡するが、その直後に漣に仕向けられた優愛によって射殺される。
5年前に漣と飲んでいた時、漣の父・勇仁が千堂によって自殺に追い込まれた日、勇仁が調べていた拳銃横流しに関わっていた薩摩派の警察上層部に当日の夜勤を休むように言われて一度は断ろうとしたものの最終的には大金を積まれて要求を受け入れたことを酔った勢いで喋ってしまい"裏切り者"と見なされ疎遠となっていた。
死後、志歩に渡していたぬいぐるみの中から吉永と内通していた通話記録の音声データが漣により発見され、吉永に千堂を失脚させるための手駒として使われていたことが明らかとなる。
小宮志歩（こみや しほ）
演 - 高岡早紀
銀座の高級クラブ「S」のママ。元警察官。漣が「桜の塔」を登り詰めるための協力者。
警察官時代、保管庫の担当となった際に上層部ぐるみで押収物の拳銃を横流ししていることを知り、勇仁にそのことを相談し、彼が拳銃の横流しを捜査する契機を与えている。
母がステージIVの末期がんで、千堂の資金提供で母が高度な医療ケアを提供されていたことから彼のSとなり、漣の行動を千堂に全て密告していた。
5年後、闘病していた母が亡くなり千堂に対する借りが無くなったことから漣への裏切りを謝罪し、勇仁を死に追いやった千堂に一矢報いるため、千堂が内閣府特命担当大臣の若槻有造との関係を強めている情報を漣に提供する｡
及川明深（おいかわ あけみ）
演 - 井本彩花
銀座の高級クラブ「S」のホステス。刈谷が「S」に匿われていることを土門の密偵として密告する。
上條勇仁（かみじょう はやと）〈享年42〉
演 - 岡部たかし
漣の父。元警視庁捜査一課の刑事。階級は警部。新人時代の千堂、吉永、権藤たちに刑事のイロハを叩き込んでいる。プロファイリングの技術を習得していた。正義感が強く優しい人柄。離婚をしたことで漣を1人で育てるために交番勤務を希望して異動する。爽からは「ヒーロー」と慕われていた。
拳銃の横流しを行っていたのが上層部の「薩摩派」であることを突き止めるが、度重なる脅迫を受けたことで心身共に疲弊し、一度は内部告発を断念しようとするも、漣からの「警察官は人を助けるための仕事」という言葉で自分の信念を思い出す。そして23年前の1993年5月12日、交番を訪ねてきた権藤からの説得を退け告発に踏み切ろうとするも、同じ日の夜に「薩摩派」からの警視正への推薦を見返りに交番に現れた千堂から「告発を取り止める」「告発する代わりに拳銃横流しの罪を自分が被る」「告発せずに自ら命を絶つ」という3つの選択肢を突き付けられ、悩んだ末に自らの信念を貫くため漣への"遺言"を遺し首吊り自殺の道を選ぶ。
水樹鉄朗（みずき てつろう）
演 - 小松和重
爽の父。中華料理店「龍鉄」を営んでいる。
富樫のことを気に入り、「婿殿」と呼ぶようになる。妻が病気で店に出れなくなった際、「花婿修行に来ないか」と誘い、厨房で調理を任せるなど富樫と打ち解けており、娘の爽と結婚することを期待している。第2部では刑期を終え出所した蒲生を爽からの紹介で「龍鉄」の従業員として雇うことになる。はじめは前科者の蒲生を雇うことに対し不満を述べていたものの、彼のひたむきな姿勢に心情が変わり料理の配膳の仕方から厳しく教えていく。その後、彼が寝る間を惜しんで練習した炒飯を試食し「ウチの味だ」と合格点を出し「龍鉄」の一員として正式に認める。ところが千堂の策略で刈谷を殺害した犯人として証拠捏造した改造銃から指紋が検出されたということで爽たち捜査一課が蒲生に対し任意同行を求め訪ねてくる。懸命に更生しようとしている蒲生の姿を爽とともに誰よりも見続けてきた鉄朗は、彼の犯行を真っ向から否定し、捜査員としてやってきた爽に蒲生の無罪を証明してやってほしいと頭を下げる。
蒲生兼人（がもう かねと）〈24〉
演 - 森崎ウィン（第1話・第2話・第6話 - 最終話）
銀行強盗事件の容疑者。学生時代、銃器を紹介する動画コンテンツをメインに据えたベンチャー企業を仲間と設立するが業績が低迷し、多額の借金を返済するため金属粉末焼結式の3Dプリンターで高精度な金属製の拳銃を密造していた。その情報を漣に掴まれ、海外にも繋がりを持つ暴力団の密売ルートを紹介する偽話を持ち掛けられ、紹介料1000万円を準備するために銀行強盗をそそのかされ実行する。最後は漣が出世する手柄とするため銀行強盗、拳銃密造の両方の容疑で逮捕されるが、爽に銀行強盗の計画を持ちかけてきた電話の相手と同じ声の人物と警視庁内で会ったことを伝える。
5年後（2021年）には刑期を終え、中華料理店「龍鉄」の従業員となり、寝る間も惜しんでチャーハン作りを練習し、初めての給料を持参し銀行強盗事件の被害者である岸川夫婦に謝罪に行こうとするなど更生していたが、刈谷を殺害した犯人として証拠捏造した改造銃から指紋が検出されたと千堂から濡れ衣を着せられ、警察から追われたことから逃亡し廃校に潜伏する。その後、廃校の屋上で爽から無実を証明しようと説得され投降しようとした矢先、SATから狙撃されたのを回避しようとしてバランスを崩し屋上から転落し重体となる。事故後、富樫の懸命な聞き込みにより刈谷殺害の犯行時刻に24時間営業のスーパーに買い出しに行っていたアリバイが証明され、重篤な状態であったが意識を取り戻す。

### ゲスト
第1話
佐久間義孝（さくま よしたか）
演 - 少路勇介（第5話）
捜査共助課課長。刑事部長・千堂の娘・優愛の婚約者。銀行強盗事件の陣頭指揮を執っていたが上層部の権力闘争のあおりをうけSATの出動要請がかなわず犯人を取り逃す失態を晒す。漣の仕掛けた女子高生・弥生との援交捏造の罠にはまり依願退職して失脚し、優愛との婚約も白紙となった。
5年前の傷害事件で被害者に見舞金100万円を渡していたことを漣から尋ねられ、自分をクビにした千堂に復讐するため、娘・優愛が起こした傷害事件を千堂が揉み消したことを教える。優愛のスポーツカーのドライブレコーダーを渡して証人になることを漣に約束するが、その裏では千堂に再就職先を斡旋されることで懐柔されており、更には自分を失脚させたのは漣であったことを教えられていたことから、漣が千堂を失脚させる動きを実行に移したところで彼を裏切る。
岸川信代（きしかわ のぶよ）
演 - 杉野なつ美
銀行強盗事件の人質。海外旅行の紙幣換金に銀行を訪れた際に蒲生に右上腿部を発砲され、右下半身が麻痺してしまう。
岸川健広（きしかわ たけひろ）
演 - 田上ひろし
信代の夫。定年退職して妻・信代を労うため初めて海外旅行に行く予定だった。
弥生（やよい）〈17〉
演 - 鳴海唯
佐久間を失脚させるための援交捏造に志歩が10万円で雇った女子高生。泥酔した佐久間とベットで撮影した写真を週刊誌に売り込むと脅迫し依願退職に追い込む。

第2話
Mr.預言者（ミスターよげんしゃ）
演 - 渡部豪太
本名・堀川順平（ほりかわ じゅんぺい）。「サタンのお告げ!」を決め台詞に毒舌を吐く芸でブレイクした一発屋芸人で人気が低迷していたが、連続通り魔事件の犯行現場を的中させる予言動画がバズり再注目を浴びる。しかしその予言は漣からプロファイリングで予測した情報を提供されたもので、出世の評価を得るのに世間から事件の関心を大きくするために利用されており、最後は偽の情報を掴まされて予言が外れ世間からペテン師扱いされ再び人気が低迷する。その後、人気者に返り咲こうと刺激的な動画を撮ろうとして公園を歩いていた20代の男性をナイフで刺した容疑で逮捕される。

第3話
内海（うつみ）
演 - 竹森千人
警務部の刑事。警視庁管内で暴力団から押収した拳銃が新潟で発見されたことから、警視庁内の拳銃横流しの主犯を見つけ出すことを漣に命じる。吉永の裏金作りを知った漣が馳のパソコンを調べる前にその証拠となるデータを削除している。
仲根（なかね）
演 - 岩瀬亮
警務部の刑事。内海の同僚。吉永が千堂を失脚させるために漣を利用しようとしていることを内海と話していた会話を漣にボイスレコーダーで録音される。
河北亮平（かわきた りょうへい）
演 - 荒井啓汰
覚醒剤の密売人で初台で発生した殺人事件の容疑者。高杉の拳銃横流しの証拠を掴むための餌にする拳銃を漣の指示で動いた富樫が覚醒剤に紛れさせて仕込むことに逮捕後の家宅捜索が利用された。

第4話
権藤勝利（ごんどう かつとし）
演 - 新原泰佑（第7話 - 最終話）
権藤秀夫の息子。警察学校卒業で警視庁への配属を控えており、「薩摩派」で面倒を見るよう秀夫から派閥の部下たちに紹介される。
漣に呼ばれ父・秀夫が23年前に上層部の「薩摩派」が押収物の拳銃を横流ししていたことを知りながら組織を守り秩序を保つために隠蔽を正当化する発言をする様子を隠れて傍聴しており、父に真実を告発するべきだと訴える。
5年後の2021年、刑事部捜査一課に配属されており、父が後見人を務める「改革派」に名を連ねる。

第5話
相澤工（あいざわ たくみ）
演 - 松田賢二
「週刊ライト」の記者。捜査一課時代からの勇仁の知人で彼の葬儀にも参列していた。
漣から千堂の傷害事件揉み消しのスクープ記事の執筆を持ち掛けられるが、千堂からその様な事実はなかったと言い含められ、その代償に有名俳優の高原修二郎がシャブを使っている情報を提供され不祥事の記事を揉み消される。

第6話
加森沙代里（かもり さより）
演 - 中田有紀
民生党の国会議員。アイドル出身。商業施設の誘致を斡旋した受託収賄罪で漣からマークされていたが、2年かけて集めた捜査二課内の収賄の証拠資料が紛失する。しかし漣からの密命を受けた爽により、癒着する帝東商事の専務秘書の女性から授乳室で賄賂を受け取る証拠を掴まれ逮捕される。
若槻有造（わかつき ゆうぞう）
演 - 浜田晃（第7話）
内閣府特命担当大臣。自身の政治塾出身で子飼いである加森への賄賂の一部が自分に横流しされていることから、警視総監の任命権を有する国家公安委員会委員長でもあるため取り入ろうと接触してきた千堂に対し、彼女の収賄罪での逮捕に便宜を図るよう要求する。
次期警視総監の選出会議まで残り１週間足らずとなった際、駅前で街頭演説中に左の大腿部を何者かに狙撃される被害に遭う。

第7話
久瀬秀臣〈55〉
演 - 浜田学
SATの狙撃手だった男。機動隊からSATに配属後、千堂が所属していた頃の公安部に転属した後、依願退職している。漣のプロファイリングで捜査範囲を広げた結果、目撃情報やビルの屋上から硝煙反応が検出され若槻大臣狙撃の容疑で逮捕される。オリンピック開催を前に世間に警備の脆弱性を訴えるための犯行であったと自供するが、20年前潜入捜査をしていた同期で恋人を取り合った仲でもあった深海を射殺しており、彼の死が殉職として取り扱われていなかったことから、若槻大臣の狙撃を持ち掛けてきた千堂に名誉回復のため深海を公務での殉職扱いにして二階級特進を与え、その分の遺族年金も保障させる誓約書を交わし狙撃を引き受けていた。
警察の取り調べを受ける前に、久瀬は行きつけの居酒屋の店長に誓約書を預けており、漣の指示を受けた富樫が入手するも、千堂に加担した矢上総監に脅され手放したことで狙撃事件と千堂の繋がりを証明することが出来なくなり、結果的に若槻大臣の事件は「久瀬が単独で実行した犯行」として処理された。
深海慎吾
演 - 中川晴樹
元公安部の警察官。故人。20年前、手柄を立てたい矢上が当時公安部だった千堂を使い捜査一課への異動をダシに覚醒剤取引の潜入捜査を命令したことから復職を前提に警察を退職、ヤクザ組織の構成員として潜入するがミイラ取りがミイラになり覚醒剤に手を染めてしまい、覚醒剤の取引現場で突如錯乱状態に陥り、同じく潜入捜査をしていた刈谷が刑事であることを暴露したために遠方から包囲していた久瀬によって射殺される。しかし、遺体から覚醒剤が検出されたため公務中の殉職として扱われなかった。
深海麻里
演 - 松井佳子
深海慎吾の妻。久瀬は元交際相手であったが彼が身を引いたことで深海と結婚している。夫を射殺したことに負い目を感じている久瀬に対し、彼が幸せになることが夫婦の願いであると考えており、久瀬が夫の名誉回復のために大臣狙撃事件を起こしてしまったことに責任を感じている。

## 用語解説
キャリア組
国家公務員総合職試験（行政）に合格し、警察庁に採用された警察官。通常の都道府県警察採用者（いわゆるノンキャリア）が最下位の巡査の階級が初任であるのに対し、キャリア組の警察官は2階級上位の警部補からスタートし無試験で昇任していく。警察庁長官、警視総監は必ずキャリア組から閣議の決定を経て選出される。
刑事部
爽や富樫が所属する殺人、強盗、立てこもりを担当する捜査第1課、第2部で漣が課長として所属する選挙汚職、脱税等を担当する捜査第2課、窃盗などを担当する捜査第3課、鑑識課、物語開始時点での漣の所属先である捜査共助課が存在する。
警務部
警視庁警察官の採用、昇任などの人事、福利厚生、第1部後半で漣が所属する警察官の不正等の摘発を担当する監察官室が存在する。警務部長は警視総監、警視庁副総監に次ぐ第3位の地位であり部長職の筆頭である。
警備部
機動隊、特殊急襲部隊SAT、要人警護担当のSPなどテロ対策を担当する。
内閣情報調査室
略称は内調（ないちょう）。「日本版CIA」と称されることもある情報機関。内閣情報官を筆頭に警察庁からの出向者が多く、警察庁の出先機関と捉えられている。そのトップである内閣情報官は現実には事務次官級で警察庁長官と同格のポストであり、警視総監より地位は高い。
派閥
物語の開始時点（2016年）、警視庁内には千堂がトップの「外様派」、吉永がトップの「東大派」、権藤がトップの「薩摩派」の3つの警察官僚の派閥が存在し、各派閥のトップは警察庁入庁年次が同じいわゆる同期である。3人とも警視総監就任の野望を隠さないため足の引張りあいで会議が紛糾したり若手の構成員の昇任に影響するなどかなりの力を持っている。
外様派 → 千堂派
血縁や出身地、学歴にこだわらない実力至上主義を掲げる警察官僚の派閥。物語の主人公、上條漣も当初この派閥に属していた。トップは千堂大善警視監。第1部の時点では3番手の派閥であったが、徐々に他の派閥の弱体化に成功し、5年後（2021年）の第2部開始時点では警視庁内の最大派閥になっており、千堂自身も刑事部長から警視庁副総監に出世する。
最終話にて、リーダーを務めていた千堂が漣の父・勇仁を自殺に追い込んだ件を糾弾され失脚した後、「千堂派」のメンバー全員が「改革派」に移行したことで自然消滅した。
東大派
キャリア組の出身校の中で圧倒的多数を占める東京大学出身者で構成される派閥。トップは吉永晴樹警視監。漣の同期である馳道忠も当初この派閥に属していた。
薩摩派
鹿児島県（旧薩摩藩）をはじめとする九州出身者で構成される派閥。トップは権藤秀夫警視監。新垣警察庁長官、荒巻警視総監も薩摩派の出身。漣の同期で新垣長官の息子である新垣広海も当初この派閥に属していた。千堂曰く23年前（1996年）は"イケイケ"だったらしく、押収品である拳銃の横流しで得た金を派閥の軍資金としており、漣の父・勇仁の死にも関わっていた。5年後、矢上新警視総監率いる「薩摩強硬派」と内閣情報官に転出させられた権藤率いる「薩摩穏健派」に分裂し、手柄のためなら違法行為も辞さない強硬派が勢力を強める一方で、穏健派は鳴りを潜める。吉永は、千堂が薩摩派の弱体化を狙い内部分裂を仕組んだのではないかと疑っていたが、最終話にて内部分裂を起こさせたのが矢上総監であることが判明する。
改革派
最大派閥となった「千堂派」のトップ千堂が私利私欲のため警視総監になることを阻止し、｢人を助けるための存在｣の警察の実現を目指す権藤が警視総監になる道筋を作るために漣が有志を募り、彼の考えに賛同した新垣や馳たち計13名で結成された新派閥。権藤が後見人となる。

## スタッフ
- 脚本 - 武藤将吾
- 演出 - 田村直己（テレビ朝日）、星野和成、片山修（テレビ朝日）
- 音楽 - 村松崇継
- 主題歌 - 宮本浩次 「sha・la・la・la」（ユニバーサルシグマ / Universal Music Japan）[8]
- 挿入歌 - Rolling Stones「悪魔を憐れむ歌」（第1話）
- 警察監修 - 古谷謙一
- ゼネラルプロデューサー - 内山聖子（テレビ朝日）
- プロデューサー - 中川慎子（テレビ朝日）、中沢晋（オフィスクレッシェンド）
- 制作協力 - オフィスクレッシェンド
- 制作著作 - テレビ朝日

## 放送日程
| 部                                                                           | 話数   | 放送日  | ラテ欄                                          | 演出     | 視聴率 |
| ---------------------------------------------------------------------------- | ------ | ------- | ----------------------------------------------- | -------- | ------ |
| 第一部                                                                       | 第1話  | 4月15日 | 警察官25万人の頂点へ! 失敗できない出世バトル…!! | 田村直己 | 13.5%  |
| 第一部                                                                       | 第2話  | 4月22日 | 俺を撃て!! 勝率1%の昇進バトル                   | 田村直己 | 10.2%  |
| 第一部                                                                       | 第3話  | 4月29日 | 同期を救え!! 裏切り者上司を暴け                 | 片山修   | 09.5%  |
| 第一部                                                                       | 第4話  | 5月06日 | 父は警察官に殺された!! 犯人は…                  | 片山修   | 09.4%  |
| 第一部                                                                       | 第5話  | 5月13日 | 第一部完結! 父の復讐を果たせ!!                  | 田村直己 | 09.9%  |
| 第二部                                                                       | 第6話  | 5月20日 | 第二部開幕〜新派閥でリベンジ!!                  | 星野和成 | 09.8%  |
| 第二部                                                                       | 第7話  | 5月27日 | あの男を警視総監にはさせない!!                  | 星野和成 | 10.1%  |
| 第二部                                                                       | 第8話  | 6月03日 | 警察トップが犯人!? 衝撃の最終章                 | 片山修   | 10.3%  |
| 第二部                                                                       | 最終話 | 6月10日 | 最終決戦… 新警視総監は私だ!!                    | 田村直己 | 10.5%  |
| 平均視聴率 10.4%（視聴率はビデオリサーチ調べ、関東地区・世帯・リアルタイム） |        |         |                                                 |          |        |

- 第1話は21時 - 22時4分の10分拡大放送。

## スピンオフドラマ
『桜の塔アナザーストーリー』（さくらのとうアナザーストーリー）のタイトルで、2021年5月6日より動画配信プラットフォーム「TELASA （テラサ）」で独占配信。岡田健史が演じる富樫遊馬が主人公。全3話。
警視庁内の権力闘争に巻き込まれていく富樫の人間性や、知られざる一面を浮き彫りにするエピソードが描かれる。

### キャスト（スピンオフドラマ）
- 富樫遊馬 - 岡田健史
- 高杉賢剛 - 長谷川朝晴
- 轟啓一 - 駒木根隆介
- 水樹鉄朗 - 小松和重
- 牧園隆文 - 関智一
- 屋敷武雄 - 桜井聖
- 水樹爽 - 広末涼子（幼少期：稲垣来泉）
- 上條漣 - 玉木宏（特別出演）（幼少期：小林優仁）

### スタッフ（スピンオフドラマ）
- 脚本 - 保木本真也
- 演出 - 片山修、稲留武（オフィスクレッシェンド）、本間美由紀
- 音楽 - 村松崇継
- 主題歌 - 宮本浩次「sha・la・la・la」（ユニバーサルシグマ / Universal Music Japan）
- エグゼクティブプロデューサー - 内山聖子（テレビ朝日）
- プロデューサー - 中川慎子（テレビ朝日）、中沢晋（オフィスクレッシェンド）
- 制作協力 - オフィスクレッシェンド
- 制作著作 - テレビ朝日

### 配信日程
| 各話   | 配信日  | サブタイトル                           | 演出 |
| ------ | ------- | -------------------------------------- | ---- |
| 第壱話 | 5月06日 | 富樫遊馬、捜査一課に配属の日           |      |
| 第弐話 | 5月13日 | 富樫遊馬、傷心で大食いに初チャレンジ!? |      |
| 第参話 | 5月20日 | 富樫遊馬、旅立ちの告白                 |      |